# 東根站
東根站（日语：／ Higashine eki */?）位于山形县東根市宫崎三丁目，是东日本旅客铁道（JR東日本）管辖的鐵路車站。本区间奥羽本线爱称为山形线。

## 历史
- 1911年12月5日 - 车站投入运营。
- 1959年4月 - 站房装修[3]。
- 1975年2月1日 - 停止办理货运业务，成为客站。
- 1986年4月1日 - 简易委托化。
- 1987年4月1日 - 国铁分割民营化后成为JR东日本车站。
- 1999年12月4日 - 山形新干线向新庄延伸，本站单线运营。
- 2002年4月1日 - 无人化。
- 2006年4月1日 - 开设西入口。

## 相邻车站
東日本旅客铁道（JR東日本）
■奥羽本线
■普通
櫻桃東根 - 東根 - 村山